# Dief!
Dief! misdaadfilm uit 1998, geregisseerd door Marc Punt. De film is los gebaseerd op het leven van de Belgische inbreker Frans Van Reeth.

## Achtergrond
Frans Van Reeth was gedurende meer dan vijftien jaar een van de beruchtste en kleurrijkste figuren uit de Belgische misdaadwereld. Hij was nooit gewapend. Zijn inbraken en overvallen waren spectaculair en gedurfd en meestal onvoldoende voorbereid, zodat Van Reeth de helft van zijn leven sleet in strafinstellingen. Vijf keer slaagde hij erin om te ontsnappen. Zijn ganse leven was een kat-en-muisspel met politie en de rijkswacht. Frans Van Reeth haalde geregeld de voorpagina's van de kranten als controversiële volksheld.

## Verhaal
De film begint met Frans Van Reeth's opname in de psychiatrische instelling van Doornik. De gerechtspsychiater vindt Frans een gevaar voor de samenleving. Hij is al vijf keer ontsnapt uit een gevangenis en moet daarom naar een instelling. Frans noemt zichzelf de moderne Robin Hood: "Er zijn er altijd die te veel hebben, en er zijn er die te weinig hebben. Daarom doet hij mee aan de herverdeling". Zoals hij zelf zegt is hij een socialist, maar dan voor eigen rekening.
De film toont dan in één lange flashback het levensverhaal van Frans Van Reeth. Hij kiest voor de misdaad omdat hij zo snel mogelijk rijk wil worden zonder hard te werken zoals zijn vader. Samen met zijn vrienden Ronny en Sander pleegt hij een paar inbraken, maar hij wordt gepakt. Zijn straf: vijf jaar Leuven-Centraal. Na twee jaar en acht maanden komt hij vrij. Om dit te vieren plant hij dezelfde avond een nieuwe inbraak, maar deze mislukt en hij belandt opnieuw in de cel.

## Rolverdeling
| Acteur               | Personage                     |
| -------------------- | ----------------------------- |
| Axel Daeseleire      | Frans Van Reeth               |
| Danaë Van Oeteren    | Frieda Van Reeth              |
| Marilou Mermans      | Moeder Van Reeth              |
| Gaston Berghmans     | Bompa Van Reeth               |
| Tania Kloek          | Michelle                      |
| Pol Goossen          | commissaris Gino Smits        |
| Rik Van Uffelen      | rechercheur Van Praet         |
| Jenne Decleir        | Sander Claes                  |
| David Steegen        | Lodewijk "Kiekske" Dupont     |
| Damiaan De Schrijver | Cesar                         |
| Suyin Aerts          | Cat                           |
| Marc Peeters         | cipier Celis                  |
| Jaak Van Assche      | cipier Dockx                  |
| Peter Van den Begin  | Georges                       |
| Bodé Owa             | gevangene                     |
| Luc Verhoeven        | rijkswachter Proost           |
| Dieudonné Kabongo    | Simpson                       |
| Jappe Claes          | psychiater Bosch              |
| Luk D'Heu            | advocaat Moorkens             |
| Frans Van De Velde   | reclasseringsambtenaar Meyers |
| Ludo Hoogmartens     | garagist                      |
| Victor Zaidi         | Ronny Moens                   |

## Soundtrack
- Pretty paracetamol (Fischer-Z)
- I’m your boogie man (Casey/Finch)
- Facist Cops (The Kids)
- We’re the prisoners (The Kids)
- Champagne and Wine (Otis Redding/Johnson/Walder)
- Homosapien (Pete Shelley)
- Hey Girl (Hans Vandenburg)
- Talking to me (Annabel Lamb)
- Never be clever (Herman Brood/Dany Lademacher)